# Monastyrskaja Pasznia
Monastyrskaja Pasznia (ros. Монастырская Пашня) – wieś (dieriewnia) w Rosji, w obwodzie archangielskim, w rejonie krasnoborskim. W 2010 liczyła 213 mieszkańców.